# 臺南法華寺
22°59′03″N 120°12′35″E / 22.984046°N 120.209640°E
臺南法華寺位於臺灣臺南市中西區的桶盤淺，竹溪北岸，為中華民國直轄市定古蹟。該寺亦為臺灣府城七寺八廟之一:3。

## 沿革
該寺前身原為明鄭時期隨鄭經來臺逸士李茂春的住所，因其無心名位，遂於此栽梅種竹，建園修行念佛，人稱李菩薩。李茂春與明鄭參軍陳永華為好友，兩人時常在此園交遊，陳永華並為此園題名，贈「夢蝶園碑」給李茂春:123。而在永曆二十九年（1675年）李茂春去世後，其僧友將其故居改建為「準提庵」:124，供奉準提菩薩。
進入清治時期後，康熙二十三年（1684年）臺灣知府蔣毓英集資在此建佛寺，供奉如來佛，並將寺名改為法華寺:125。而康熙四十七年（1798年）時，鳳山知縣宋永清率眾捐款修寺，建三進寺舍，前殿供奉火神祝融（南極大帝），又稱火神廟:125；中殿供奉觀世音菩薩，後殿供奉準提菩薩，並在後院另設禪房，種竹木花果，而除此之外還有建鐘樓與鼓樓:125。康熙五十二年（1713年）八月，該寺住持照明方丈募款鑄鐘，將之懸於鐘樓上，而此鐘今仍在:125。康熙六十年（1721年），南臺灣發生大地震，法華寺因而損毀，住持碧天（重修碑文記為伯夫）:15等人集資加以重修，並再塑彌勒菩薩與四大天王像於前殿（天王殿），至乾隆八年（1743年）完工。之後到乾隆二十九年（1764年）時，臺灣知府蔣允焄重修該寺，重建火神廟於寺右，隔年又在寺前新鑿半月池「南湖」:125，為端陽競舟的地方，而在湖畔又建有南湖書院與半月樓，是當時文人雅集的所在地:125。乾隆五十七年（1792年）時，臺灣知府楊廷理又建關帝廟於寺左。光緒初年，臺灣道夏獻綸又予以整修，並寫「夢蝶遺蹤」匾，然而此後該寺漸趨荒廢:5。
到了日治時期的大正三年（1914年），應地方士紳之請，基隆月眉山靈泉禪寺開山祖善慧上人前來擔任該寺住持，且在地方士紳上官薇、石謨記、葉永聲及臺南三郊組合的許藏春、蘇有志等人的贊助下，對該寺進行全面整修:5。三年後因善慧上人忙於臺北創辦「臺灣佛教中學林」（今臺北市私立泰北高中前身），遂派其師弟善性、善昌二法師先後擔任該寺監寺，並在其後重修後殿、增建女客堂、齋堂與廚寮:5。大正八年（1919年），臺南詩社南社社長趙雲石與連橫將詩社遷於該寺中，一時有眾多文人齊聚於此:5, 6。昭和十七年（1942年）左右該寺又予以整修，而此時適逢政府闢建臺南機場，拆毀李茂春之墓，遂將其遺骨收於寺塔內:6:55。
第二次世界大戰時期，法華寺殿宇多半焚毀。民國四十年代起由住持善昌法師發起重修:6，並於民國四十八年（1959年）完工。雖然此寺大部分的建築重建後為仿木結構，但因其歷史意義和整體規制上依循傳統:127，遂於民國七十四年（1985年）:56列為三級古蹟。

## 建築特色

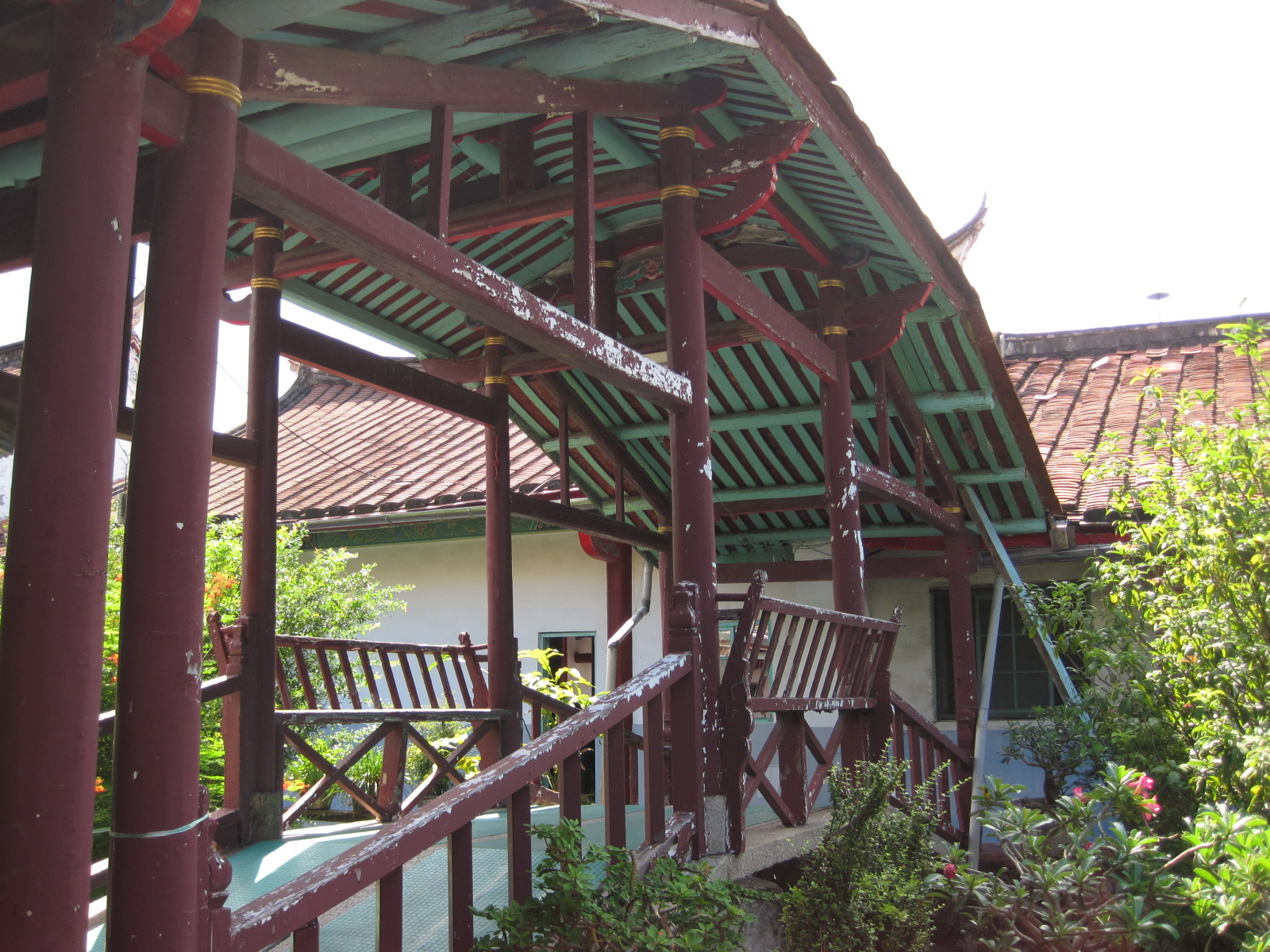
法華寺延壽橋

法華寺座北朝南，共五條軸線。主體第一進為天王殿，中央前面供奉彌勒菩薩，後方供奉韋馱，兩側則為四大天王；其第二進為大雄寶殿，供奉三寶佛，兩側有八大菩薩及韋馱、金剛；第三進為觀音殿，供奉觀世音菩薩。寺左由山門、內庭、關帝殿及舊齋堂組成，於關帝殿中供奉文衡聖帝，且陪祀馬使爺，而再往東則是山門與靈骨塔，庭中有數塊碑記，「夢蝶園記」亦安放於此。寺右由山門、供奉南極大帝的南極殿與聚賢堂組成，在南極殿與聚賢堂間還有延壽橋相連，而再向西去，則有功德堂與祖堂，其中功德堂為木構造，為該寺中最古老的部分。但現已傾頹荒廢，未修復，寺方另建新建築物命名為功德堂取代之。
在該寺之中有多處壁畫如「莊周夢蝶」、「達摩面壁」和「虎溪三笑」等，乃府城名師潘麗水之作。

## 法華夢蝶

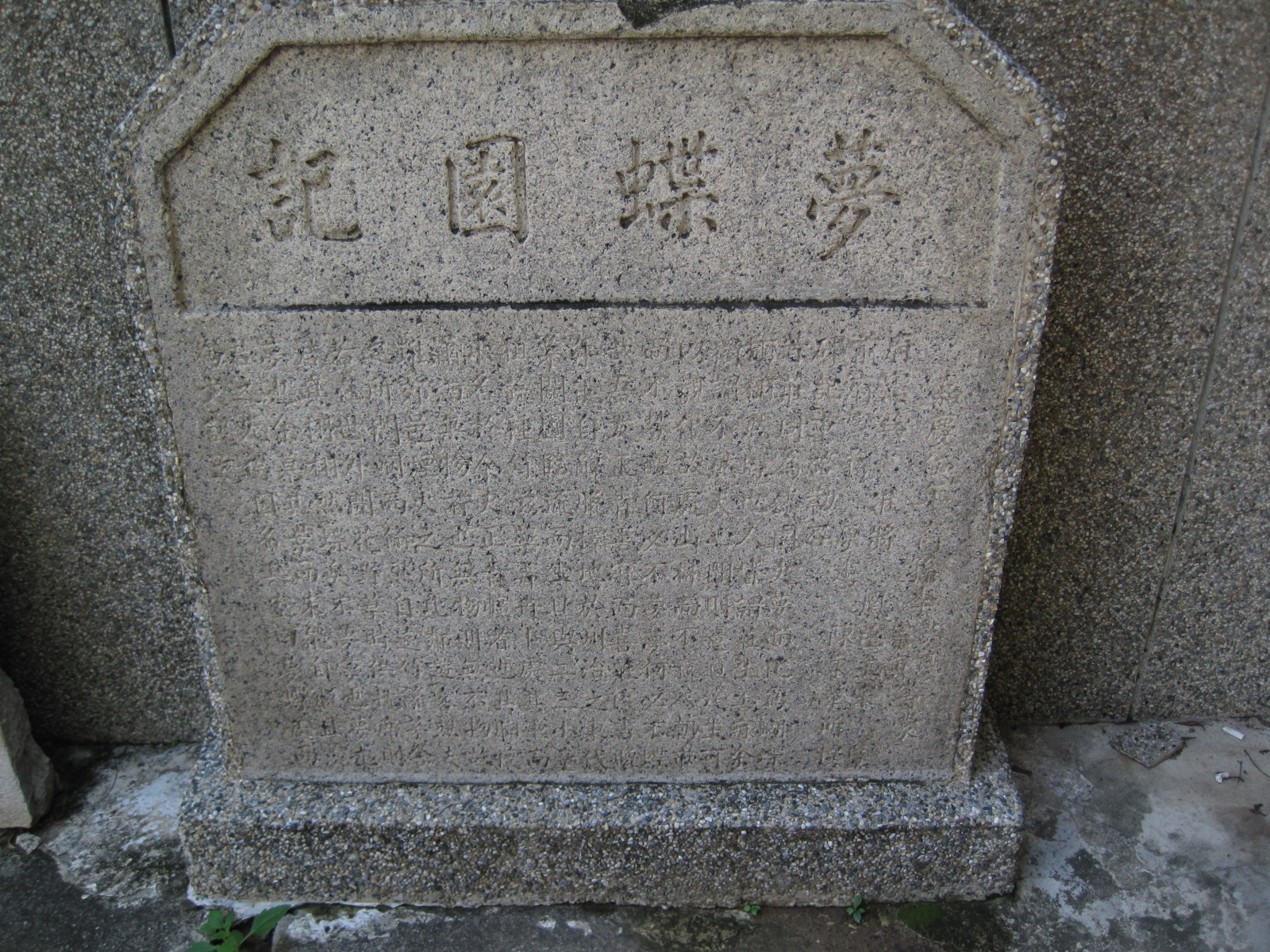
夢蝶園記

民國四十五年（1956年），臺南市文獻會將「法華夢蝶」列為府城十二勝景之一:56，而在過去便有不少文人在此吟詩，例如：
|                                                                 | 嚮晨趨野寺，泉籟共幽清。法雨敲仙唄，疏煙濕磬聲。 蟲吟物外想，蝶夢幻中生。頓覺無塵礙，道心處處明。 |
| ——康熙時貢生陳文達，《臺灣縣志·藝文志》（康熙五十九年，1720年） |                                                                                                   |

|                                                          | 竟成禪室新迦葉，無復名園舊主人。漫說當年迷蝶夢，而今誰是獨醒身？ |
| ——巡臺御史六十七，《重修臺灣府志》（乾隆十一年，1746年） |                                                                  |

|                                                            | 舊時書舍幾經遷，翠柏修篁引客憐。人去蜨回渾是夢，僧歸花落已多年。 茶廚不認辭煙鶴，竹徑猶存暎月川。一片紅塵何處洗？南華此日有新篇。 |
| ——乾隆時庠生黃之弼，《重修臺灣縣志》（乾隆十七年，1752年） | |

|                                                            | 野寺鐘初起，香台竹半遮。松蔭堪繫馬，曲徑不容車。吠客穿籬犬，窺人隱樹鴉。老僧談妙諦，古佛坐蓮花。 何處尋莊蝶，還來問法華。樓高雲未散，山靜日將斜。園木生佳果，齋廚煮素茶。徘徊憐景色，歸路繞煙霞。 |
| ——乾隆時生員王名標，《續修臺灣縣志》（嘉慶十二年，1807年） | |

## 火神信仰
法華寺內之南極大帝（又稱火德星君、火王爺）約於咸豐年間（1851-1861年）分出香爐至中西區民權路一帶，成立「元會境火王爺神明會」。該神明會之祭祀費用由爐下信徒捐款提供，並固定由爐主於每年農曆六月二十二日（聖誕前一日）前往臺南水仙宮借用玉奏板及奏本，二十三日聖誕當天請聖爐上轎回法華寺稟報平安。

## 外部連結
- 臺南市政府文化觀光處——法華寺 （页面存档备份，存于）